# Vitis jinzhainensis
Vitis jinzhainensis là một loài thực vật hai lá mầm trong họ Nho. Loài này được X.S. Shen miêu tả khoa học đầu tiên năm 1989.